# Auf nach Illustrien
Auf nach Illustrien ist eine Stummfilmadaption des Jahres 1925 von Lyman Frank Baums Kinderbuchklassiker Der Zauberer von Oz. Starkomiker Larry Semon führte Regie und übernahm drei zentrale Rollen. An seiner Seite ist der junge Oliver Hardy vor seiner Zusammenführung mit Stan Laurel zum Comedy-Gespann „Dick und Doof“ zu sehen.

## Handlung
Die Geschichte erzählt ein alter Spielzeugmacher, der seiner Enkelin aus dem Buch L. Frank Baums vorliest.
Das märchenhafte Phantasieland Oz wird von einer Reihe übler Gestalten beherrscht, darunter der Premierminister Kruel, sein Botschafter Wikked, einer Lady Vishuss und vor allem von einem finsteren Zauberer, einem ausgewiesenen Scharlatan und abgefeimten Gauner. Dieser hatte einst die rechtmäßige Erbin auf den Thron, Prinzessin Dorothea, aus dem Land schaffen lassen und bei einfachen Leuten auf dem Lande untergebracht. Das Volk von Oz ist mit den derzeitigen Regenten höchst unzufrieden. Angeführt von Prinz Kynd fordern die Bürger, dass Dorothea nun endlich heimkehren möge, um den vakanten Thron zu besteigen. Der grausame Premierminister will dies aber unbedingt verhindern und schickt seinen „Zauberer“ auf eine heikle Mission.
Szenenwechsel: Irgendwo im ländlichen Kansas. Die junge Dorothy lebt mit ihren Verwandten, darunter die alte, herzensgute Tante Em und der verfettete, hitzköpfige Onkel Henry, der Dorothy wenig Zuneigung entgegenbringt, auf einer Farm. Auch die drei Farmarbeiter, die Augen auf Dorothy geworfen haben, leiden unter seinem herrischen Wesen. Kurz vor dem 18. Geburtstag von Dorothy, eröffnet Tante Em ihr, dass sie einst als Findelkind vor der Haustür abgelegt wurde, als Beigabe nur ein Brief, der erst am 18. Geburtstag des kleinen Mädchens geöffnet werden dürfe. Sie ist niemand anderes als die abgängige Prinzessin Dorothea von Oz. Genau an diesem Tage erscheinen Kruels Emissär Wikked und dessen Lakaien, um die Herausgabe des Briefs zu fordern. Als man damit keinen Erfolg hat, versucht Wikked es mit Bestechung eines der Farmarbeiter (gespielt von Hardy). Schließlich wird Dorothy gekidnappt und soll umgebracht werden. Ein anderer Farmarbeiter (gespielt von Semon) rettet seine Angebetete in letzter Sekunde, und als ein schwerer Sturm aufzieht, retten sich Dorothy, die Farmarbeiter und Onkel Henry in einen Schuppen. Der wird vom heftigen Wind fortgeblasen, und alle landen im märchenhaften Königreich Oz.

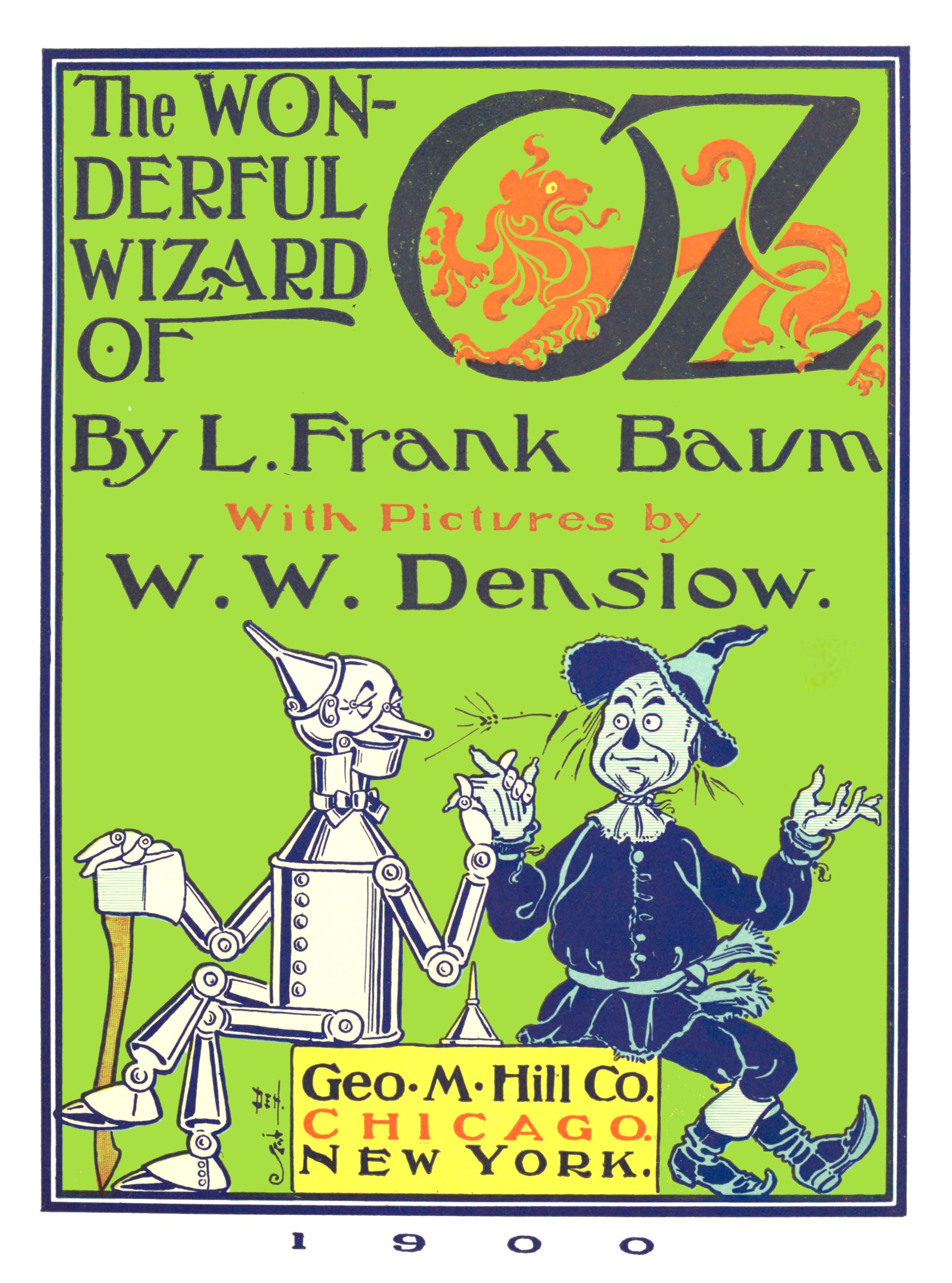
Titelblatt der Romanvorlage aus dem Jahre 1900

Kruel ist außer sich vor Zorn, als er erfahren muss, dass Dorothy / Dorothea doch noch den Inhalt des Briefes lesen konnte und somit weiß, dass sie die rechtmäßige Anwärterin auf den Thron ist. Um sein Gesicht zu wahren, befiehlt der aufgeflogene Despot nunmehr dem Zauberer von Oz, die drei Farmleute, die von Kruel als die einstigen Entführer der Prinzessin Dorothea denunziert werden, selbige in niederen Gestalten zu verwandeln. Da nun der Zauberer ein Hochstapler und großmäuliger Angeber ist, der alles Mögliche kann, nur eben nicht zaubern, wird daraus nichts. Die drei gejagten Farmarbeiter beschließen, ihre Identität zu verschleiern. Zwei verkleiden sich als Vogelscheuche und als Mann aus Zinn. Dennoch werden sie gefasst und vor Gericht gestellt. Im anschließenden Prozess bezichtigt der eine Farmerarbeiter, um seinen Kopf zu retten, den anderen, Dorothea einst entführt zu haben. Die „Vogelscheuche“ und „Schneeball“ werden daraufhin von Prinz Kynd in den Kerker geworfen.
Wikked glaubt nun, dass sein Weg auf den Thron frei sei, er müsse nur noch Dorothea / Dorothy davon überzeugen, seine Frau zu werden. Der Zauberer aber hat Erbarmen und hilft den beiden gefangen gehaltenen Farmarbeitern bei ihrer Flucht. Farmarbeiter Schneeball bekommt ein Löwenkostüm übergestülpt, um den Verlieswachen ordentlich Angst einzujagen. Derweil gelingt es dem als Vogelscheuche verkleideten Farmarbeiter, Dorothy vor den finsteren Machenschaften Kruels zu warnen. Doch derjenige Farmarbeiter, der in Oz als Zinnmann auftritt, jagt die „Vogelscheuche“ zurück in das Verlies. Dort landet dieser ausgerechnet in einem Käfig mit sehr lebendigen und echten Löwen. Doch auch diesmal kann er der Zelle entfliehen. Kynd erfährt währenddessen, das Kruel Dorothy zur Heirat zwingen will und stellt sich dem Oberschurken in einem Fechtkampf entgegen. Kruel erhält Hilfe von seinen Lakaien, und Kynd wird entwaffnet. Doch nun ist es die „Vogelscheuche“, die diesmal sowohl Dorothy als auch Kynd befreit. Kruel als gewissenloser Schurke enttarnt, behauptet frech, er habe damals Prinzessin Dorothea nur deshalb fortbringen lassen, um sie vor den Palastintrigen zu schützen.
Farmarbeiter „Vogelscheuche“, der Dorothy besonders liebt, ist am Boden zerstört, als er einsehen muss, dass sich das Mädchen längst in ihren Ritter Kynd verliebt hat. Der Farmerjunge rennt einen Turm empor, von dem der intrigante Zinnmann ihn mit einer Kanonen fortpusten will. Da kommt „Schneeball“ der „Vogelscheuche“ zu Hilfe, fliegt mit einem Doppeldecker, an dessen Unterleib eine Strickleiter herabhängt, über dessen Kopf hinweg. Im richtigen Moment ergreift der liebeskranke Farmarbeiter die Leiter, um sich, an ihr baumelnd, in Sicherheit zu bringen. Doch die Strickleiter reißt, und der Farmarbeiter stürzt in die Tiefe…
Die Enkelin des alten Spielzeugmachers ist während des Vorlesens friedlich eingeschlummert, und alles erweist sich dann eben doch nur als ein Märchen. Als die Kleine wieder erwacht, steht sie auf und geht. Der Film endet damit, dass der Großvater aus dem Buch weiterliest und erklärt, dass Dorothy und Prinz Kynd geheiratet hätten und glücklich zusammenleben würden, bis ans Ende ihrer Tage …

## Produktionsnotizen
Auf nach Illustrien entstand 1924/25 und wurde am 13. April 1925 uraufgeführt. Die österreichische Erstaufführung erfolgte am Silvestertag 1925. Dort lief der Streifen unter dem Titel Der Zauberer von Illustrien an. Wann genau der als Auf nach Illustrien in die deutschen Kinos gelangte Film im Reich anlief, ist derzeit nicht feststellbar.
Dorothy-Darstellerin Dorothy Dwan (1906–1981) war die Ehefrau von Regisseur und Co-Star Larry Semon.
Ungleich größeren Ruhm erlangte 1939 die aufwendige Farb-Neuverfilmung desselben Stoffs mit Judy Garland in der Hauptrolle. Sie war in Deutschland unter dem Titel Das zauberhafte Land zu sehen.

## Wissenswertes
Die Rollennamen weisen durchgehend auf die Gesinnung und das Wesen der Charaktere hin und sind Variationen englischer Begriffe:
- Prinz Kynd. Variation von englisch: kind, auf Deutsch: freundlich
- Premierminister Kruel. Variation von englisch: cruel, auf Deutsch: grausam
- Lady Vishuss. Variation von englisch: vicious, auf Deutsch: bösartig, boshaft
- Botschafter Wikked. Variation von englisch: wicked, auf Deutsch: niederträchtig, gemein

Der Film weicht in einer Reihe von Details massiv von der Romanvorlage ab.

## Kritiken
„‚The Wizard of Oz‘ kann damit auftrumpfen, einer jener Filme zu sein, die eine grobe und umhertaumelnde Farce bieten, die ein Strahlen auf die Gesichtern derjenigen Besucher zaubert, die aus den Lichtspieltheatern kommen. (…) Es gibt eine Menge fotografischer Tricks in diesem Film (…) Die Besucher haben nicht nur gelacht, bis ihnen die Tränen in die Augen schossen, sie brüllten sogar, bis sie anfingen zu husten.“

Paimann’s Filmlisten resümierte 1925: „Das Sujet, das teilweise ans Märchenhafte grenzt, ist etwas verworren und paßt nicht ganz zu den lustigen Tricks und der grotesken Spielweise des Hauptdarstellers. Darstellung und Aufmachung sind zufriedenstellend, die Photos ungleich.“